# Bilhaur
Bilhaur è una suddivisione dell'India, classificata come municipal board, di 18.056 abitanti, situata nel distretto di Kanpur Nagar, nello stato federato dell'Uttar Pradesh. In base al numero di abitanti la città rientra nella classe IV (da 10.000 a 19.999 persone).

## Geografia fisica
La città è situata a 26° 51' 0 N e 80° 4' 60 E e ha un'altitudine di 115 m s.l.m..

## Società

### Evoluzione demografica
Al censimento del 2001 la popolazione di Bilhaur assommava a 18.056 persone, delle quali 9.517 maschi e 8.539 femmine. I bambini di età inferiore o uguale ai sei anni assommavano a 2.788, dei quali 1.557 maschi e 1.231 femmine. Infine, coloro che erano in grado di saper almeno leggere e scrivere erano 9.538, dei quali 5.360 maschi e 4.178 femmine.